# 전쟁배상금
전쟁배상금(戰爭賠償金)은 패전국이 승전국에 끼친 손해에 대하여 배상하는 돈이다.
일반적으로 현금으로 배상하지만 책정된 전쟁배상금의 액수만큼의 물자로 배상하기도 한다.
물자로 배상할때는 금, 식량, 지하자원의 채굴권, 패전국 영토의 할양 등을 하는 일이 많다.
패전국이 전쟁배상금을 지불할 능력이 없을경우 채무관계 채결하여 할부식으로 승전국에 배상액을 납부하기도 한다.
노예가 있던 시절에는 패전국이 자국의 국민으로 승전국에 배상을 하기도 했는데 자국의 노예로 배상하는 일이 많았다.
제1차 세계대전에서 패전한 독일은 미국등 승전국에 1320억마르크(약 300조원)라는 천문학적 규모의 전쟁배상금을 
지불하게 되었는데 당시 독일 국민총생산의 2년치에 해당하는 엄청난 액수의 금액이었다.
이 엄청난 전쟁배상금을 배상하기 위해 하는 수 없이 독일은 화폐발행을 마구 해서 전쟁배상금을 배상하였는데 그 결과 독일에서는 엄청난 인플레이션이 발생하여 경제가 어려워진 독일은 다시 한번 제2차세계대전을 일으킨다.
제2차 세계대전에서도 패전한 독일에 미국등 승전국들은 전쟁배상금을 부과하지 않고 오히려 마셜플랜으로 대외원조를 하여 독일이 다시 전쟁일으키는 것을 방지한다.

## 같이 보기
- 신축조약
- 미국의 구제법
- 원상회복
- 프랑크푸르트 조약 (1871년)
- 샌프란시스코 강화조약
- 베르사유 조약
- 포츠담 회담
- 얄타 회담
- 제1차 세계 대전의 배상금